# Erik Rhodes
Erik Rhodes, właśc. Ernest Sharpe (ur. 10 lutego 1906 w El Reno, zm. 17 lutego 1990 w Oklahoma City) – amerykański aktor, wokalista na Broadwayu.

## Życiorys
Urodził się w El Reno, na Terytorium Indiańskim, w nowej Oklahomie. Uczęszczał do Central High School i na Uniwersytet Oklahomy. Będąc studentem na uniwersytecie, zdobył stypendium, które umożliwiło mu spędzenie roku w Nowym Jorku, kształcąc głos. Podczas II wojny światowej Rhodes był specjalistą językowym w służbie wywiadowczej United States Army Air Forces.
Stał się znany z hollywoodzkich filmów, stworzonych wraz z Fredem Astaire’em i Ginger Rogers: Panowie w cylindrach i Wesoła rozwódka.
Zmarł 17 lutego 1990 w domu opieki w Oklahoma City w wieku 84 lat na zapalenie płuc. Został pochowany wraz z żoną na cmentarzu w El Reno w stanie Oklahoma.